# Lijekovi s učinkom na srce
Krv ulazi u desni atrij preko dviju velikih vena - donje i gornje šuplje vene. Donja šuplja vena sakuplja krv iz donjih dijelova organizma (noge i trup), a gornja šuplja vena sakuplja krv iz ruku, glave, vrta i ramena. Iz desnog atrija krv se pumpa u desni ventrikul. On tjera krv u plućnu cirkulaciju - u plućne arterije. U plućima se krv rješava ugljičnog dioksida i uzima kisik. Takva oksigenizirana krv vraća se kroz plućne vene u srce i ulazi u lijevi atrij. Potom prolazi kroz mitralni zalistak (koji razdvaja lijevi atrij i lijevi ventrikul) u lijevi ventrikul. Iz lijevog ventrukula krv se pumpa u aortu i nastavlja prema tijelu. 
Koronarne arterije opskrbljuju srce. Zbog činjenice da kontrakcija ventrukula zatvara koronarne arterije u subendokardijalnoj regiji lijevog ventrikula, upravo je ova regija posebno sklona oštećenju zbog nedostatka kisika. Protok krvi kroz koronarne arterije regulirano je kemijskim faktorima i simpatikusom. 
Srce je pumpa koja radi šaržno, poput ručne pumpe za vodu. Srce je uređaj koji radi automatski, što znači da će se srčano tkivo spontano periodično kontrahirati, pa i onda kada nema živčane ili hormonalne stimulacije. Primjerice, ako srce izvadimo iz organizma i stavimo u Ringerovu otopinu, ono će i dalje "kucati". 
Srčano mišićno tkivo je drugačije u odnosu na obično mišićno tkivo. Naime, vlakna su postavljena mrežasto, pa se srčani mišić kontrahira u sve tri dimenzije, dok se obično mišićno tkivo kontrahira u samo jednoj dimenziji. Srčani mišić je i sincijski, što znači da ako se jedna stanica podraži i kontrahira (dođe do akcijskog potencijala) podražaj se počinje širiti na druge stanice koje se također kontrahiraju. 
Važan indikator funkcije srca jest srčani minutni volumen. To je volumen krvi koju lijevi ventrikul izbaci u aortu tijekom jedne minute. Normalno srčani minutni volumen iznosi 5 litara. Srčani minutni volumen se izračunava kao umnožak volumena krvi kojeg srce izbaci u aortu tijekom jednog srčanog ciklusa (normalno iznosi oko 72 ml) i brzine rada srca ( normalno 70 otkucaja u minuti). 
Kada više krvi uđe u srce srčani mišić se više rastegne, što uzrokuje da se srce jače stisne. Ovakva adaptacija omogućava srcu da pumpa više krvi ako više krvi uđe u srce. Takav efekt naziva se Franck-Starlingov efekt. 
Ako srce ne može izbaciti dovoljno krvi pod normalnim srčanim ritmom tada govorimo o kongestivnom zatajenju srca ("slabo srce"). Najčešći lijekovi koji se rabe u tom slučaju jesu srčani glikozidi. Ako sustav generiranja i provođenja impulsa u srcu ne funkcionira kako treba, tada se javljaju aritmije koje obično liječimo antiaritmicima. Vazodilatatore rabimo u ishemijskoj bolesti srca za širenje krvnih žila i poboljšavanje protoka krvi kroz srčani mišić. Dakako, za liječenje bolesti srca koriste se i druge skupine lijekova, pogotovo beta blokatori i blokatori kalcijevih kanala. 
- Srčani glikozidi
- Antiaritmici
- Srčani stimulatori (bez srčanih glikozida)
- Vazodilatatori za liječenje bolesti srca
- Alprostandil i Trimetazidin